# جيف هنتر (لاعب كريكت)
جيف هنتر (11 سبتمبر 1937 - )  (بالإنجليزية: Geoff Hunter)‏ هو لاعب كريكت بريطاني.